# Manouchehr Hezarkhani
Manouchehr Hezarkhani (geboren Juni 1934 – gestorben 18. März 2022) war Arzt, Schriftsteller, Literaturkritiker und politischer Aktivist. Er war Mitglied des Nationalen Widerstandsrats des Iran.

## Biografie
Manouchehr Hezarkhani wurde im Juni 1934 in Teheran geboren. Er studierte bis zum Ende der Sekundarschule in Teheran und ging 1952 für eine höhere Ausbildung nach Frankreich. In Frankreich promovierte er in Medizin und absolvierte anschließend einen Spezialisierungskurs in Pathologie an der Pariser Medizinischen Fakultät. Nach seiner Rückkehr in den Iran im Jahr 1966 arbeitete er eine Zeit lang in der Medizin und wechselte dann in die Politik.
Seine erste bedeutende politische Aktivität hatte er mit der Ölverstaatlichungsbewegung und der Bewegung von Dr. Mohammad Mossadegh. Hezarkhani war während seiner Studienzeit in der Union iranischer Studenten in Frankreich aktiv und Mitglied dieser Vereinigung sowie Gründungsmitglied der Konföderation der Nationalen Union iranischer Studenten in Europa.
Zwei Jahre nach seiner Rückkehr in den Iran wurde er wegen seiner politischen Aktivitäten verhaftet und in den Gefängnissen Evin und Qazal-Qaleh inhaftiert.
Im Jahr 1977 beteiligte er sich an der Gründung des Komitees zur Verteidigung politischer Gefangener. Er war ehemaliges Vorstandsmitglied des iranischen Schriftstellerverbands.
Hezarkhani verließ den Iran im Jahr 1981 und trat dem Nationalen Widerstandsrat Iran bei. Bis zu seinem Tod war er Mitglied des Rates und Vorsitzender der Kultur- und Kunstkommission dieses Rates.

## Tod
Er starb am Freitag, den 18. März 2022, nach langer Krankheit an Lungenkomplikationen in einem Krankenhaus in einem Vorort von Paris. An der Beerdigungs- und Gedenkzeremonie von Manouchehr Hezarkhani nahmen zahlreiche Landsleute, Mitglieder des Nationalen Widerstandsrats sowie Mitglieder und Funktionäre der Organisation der Volksmudschahedin des Iran in Auvers-sur-Oise teil.
Frau Maryam Rajavi sagte in einer Rede, in der sie seinen 40-jährigen ununterbrochenen Kampf gegen das im Iran herrschende religiöse Regime würdigte: 
„Er war der wahre Botschafter der Tausenden zerbrochenen Stifte, der Tausenden massakrierten Bücher und der Tausenden Gedichte, Musikstücke und Lieder, die von der Velayat-e Faqih (absolute geistliche Herrschaft) zerbrochen und eingesperrt wurden oder Opfer seines Zensurapparats geworden sind. […] Es gibt viele Intellektuelle, Denker, Schriftsteller und Anhänger fortschrittlicher, freiheitsstrebender und entschlossener Ideen, die sich entschieden haben, in seine Fußstapfen zu treten.“